# OR1L3
OR1L3 (англ. Olfactory receptor family 1 subfamily L member 3) – білок, який кодується однойменним геном, розташованим у людей на короткому плечі 9-ї хромосоми. Довжина поліпептидного ланцюга білка становить 324 амінокислот, а молекулярна маса — 36 633.
| 10         |  | 20         |  | 30         |  | 40         |  | 50         |
| ---------- |  | ---------- |  | ---------- |  | ---------- |  | ---------- |
| MGMSNLTRLS |  | EFILLGLSSR |  | SEDQRPLFAL |  | FLIIYLVTLM |  | GNLLIILAIH |
| SDPRLQNPMY |  | FFLSILSFAD |  | ICYTTVIVPK |  | MLVNFLSEKK |  | TISYAECLAQ |
| MYFFLVFGNI |  | DSYLLAAMAI |  | NRCVAICNPF |  | HYVTVMNRRC |  | CVLLLAFPIT |
| FSYFHSLLHV |  | LLVNRLTFCT |  | SNVIHHFFCD |  | VNPVLKLSCS |  | STFVNEIVAM |
| TEGLASVMAP |  | FVCIIISYLR |  | ILIAVLKIPS |  | AAGKHKAFST |  | CSSHLTVVIL |
| FYGSISYVYL |  | QPLSSYTVKD |  | RIATINYTVL |  | TSVLNPFIYS |  | LRNKDMKRGL |
| QKLINKIKSQ |  | MSRFSTKTNK |  | ICGP       |  |            |  |            |

A: Аланін

C: Цистеїн

D: Аспарагінова кислота

E: Глутамінова кислота

F: Фенілаланін

G: Гліцин

H: Гістидин

I: Ізолейцин

K: Лізин

L: Лейцин

M: Метіонін

N: Аспарагін

P: Пролін

Q: Глутамін

R: Аргінін

S: Серин

T: Треонін

V: Валін

Кодований геном білок за функціями належить до рецепторів, g-білокспряжених рецепторів, білків внутрішньоклітинного сигналінгу. 
Локалізований у клітинній мембрані.